# SM UC-68
SM UC-68 – niemiecki podwodny stawiacz min z okresu I wojny światowej, jedna z 64 zbudowanych jednostek typu UC II. Zwodowany 12 sierpnia 1916 roku w stoczni Blohm & Voss w Hamburgu, został przyjęty do służby w Kaiserliche Marine 17 grudnia 1916 roku. W czasie służby operacyjnej w składzie Flotylli Flandria okręt odbył dwa patrole bojowe, w wyniku których zatonął jeden statek o pojemności 2897 BRT i okręt o wyporności 550 ton, a dwa statki o łącznej pojemności 12 839 BRT zostały uszkodzone. SM UC-68 zaginął po 13 marca 1917 roku.

## Projekt i budowa
Dokonania pierwszych niemieckich podwodnych stawiaczy min typu UC I, a także zauważone niedostatki tej konstrukcji, skłoniły dowództwo Cesarskiej Marynarki Wojennej z admirałem von Tirpitzem na czele do działań mających na celu budowę nowego, znacznie większego i doskonalszego typu okrętu podwodnego. Opracowany latem 1915 roku projekt okrętu, oznaczonego później jako typ UC II, tworzony był równolegle z projektem przybrzeżnego torpedowego okrętu podwodnego typu UB II. Głównymi zmianami w stosunku do poprzedniej serii były: instalacja wyrzutni torpedowych i działa pokładowego, zwiększenie mocy i niezawodności siłowni, oraz wzrost prędkości i zasięgu jednostki, kosztem rezygnacji z możliwości łatwego transportu kolejowego (ze względu na powiększone rozmiary).
SM UC-68 zamówiony został 12 stycznia 1916 roku jako jednostka z III serii okrętów typu UC II (numer projektu 41, nadany przez Inspektorat U-Bootów), w ramach wojennego programu rozbudowy floty . Został zbudowany w stoczni Blohm & Voss w Hamburgu jako jeden z dziewięciu okrętów III serii zamówionych w tej wytwórni. UC-68 otrzymał numer stoczniowy 284 (Werk 284)  . Stępkę okrętu położono w 1916 roku , a zwodowany został 12 sierpnia 1916 roku. Koszt budowy okrętu wyniósł 2 mln 141 tys. marek.

## Dane taktyczno-techniczne
SM UC-68 był średniej wielkości przybrzeżnym okrętem podwodnym o konstrukcji dwukadłubowej. Długość całkowita wynosiła 50,35 metra, szerokość 5,22 metra i zanurzenie 3,64 metra . Wykonany ze stali kadłub sztywny miał 39,3 metra długości i 3,61 metra szerokości, a wysokość (od stępki do szczytu kiosku) wynosiła 7,46 metra . Wyporność w położeniu nawodnym wynosiła 427 ton, a w zanurzeniu 508 ton. Jednostka miała wysoki, ostry dziób przystosowany do przecinania sieci przeciwpodwodnych; do jej wnętrza prowadziły trzy luki: pierwszy przed kioskiem, drugi w kiosku, a ostatni w części rufowej, prowadzący do maszynowni . Cylindryczny kiosk miał średnicę 1,4 metra i wysokość 1,8 metra, obudowany był opływową osłoną . Okręt napędzany był na powierzchni przez dwa 6-cylindrowe, czterosuwowe silniki wysokoprężne MAN S6V26/36 o łącznej mocy 440 kW (600 KM), a pod wodą poruszał się dzięki dwóm silnikom elektrycznym SSW o łącznej mocy 460 kW (620 KM) . Dwa wały napędowe obracały dwie śruby wykonane z brązu manganowego (o średnicy 1,9 metra i skoku 0,9 metra) . Okręt osiągał prędkość 12 węzłów na powierzchni i 7,4 węzła w zanurzeniu . Zasięg wynosił 10 420 Mm przy prędkości 7 węzłów w położeniu nawodnym oraz 52 Mm przy prędkości 4 węzłów pod wodą . Zbiorniki mieściły 56 ton paliwa , a energia elektryczna magazynowana była w dwóch bateriach akumulatorów 26 MAS po 62 ogniwa, zlokalizowanych pod przednim i tylnym pomieszczeniem mieszkalnym załogi. Okręt miał siedem zewnętrznych zbiorników balastowych . Dopuszczalna głębokość zanurzenia wynosiła 50 metrów , a czas wykonania manewru zanurzenia 40 sekund.
Głównym uzbrojeniem okrętu było 18 min kotwicznych typu UC/200 w sześciu skośnych szybach minowych o średnicy 100 cm, usytuowanych w podwyższonej części dziobowej jeden za drugim w osi symetrii okrętu, pod kątem do tyłu (sposób stawiania – „pod siebie”). Układ ten powodował, że miny trzeba było stawiać na zaplanowanej przed rejsem głębokości, gdyż na morzu nie było do nich dostępu, co znacznie zmniejszało skuteczność okrętów. Uzbrojenie uzupełniały dwie zewnętrzne wyrzutnie torped kalibru 500 mm (umiejscowione powyżej linii wodnej na dziobie, po obu stronach szybów minowych), jedna wewnętrzna wyrzutnia torped kal. 500 mm na rufie (z łącznym zapasem 7 torped), oraz umieszczone przed kioskiem działo pokładowe kal. 88 mm L/30, z zapasem amunicji wynoszącym 130 naboi . Okręt wyposażony był w dwa peryskopy Zeissa: wachtowy i bojowy oraz radiostację z podnoszonym masztem o wysokości 10 metrów. Wyposażenie uzupełniała kotwica grzybkowa o masie 272 kg .
Załoga okrętu składała się z 3 oficerów oraz 23 podoficerów i marynarzy.

## Służba

### 1916 rok
17 grudnia 1916 roku SM UC-68 został przyjęty do służby w Cesarskiej Marynarce Wojennej . Dowództwo jednostki objął por. mar. (niem. Oberleutnant zur See) Hans Degetau, dowodzący wcześniej UB-17 .

### 1917 rok
Z dniem 1 lutego 1917 roku, rozkazem szefa sztabu admiralicji niemieckiej z 12 stycznia tego roku, U-Booty należące do czterech flotylli Hochseeflotte, Flotylli Flandria i Flotylli Pola rozpoczęły nieograniczoną wojnę podwodną. Po okresie szkolenia okręt został 16 lutego przydzielony do Flotylli Flandria . 10 marca U-Boot wyszedł z Zeebrugge z zadaniem postawienia zagród minowych między Dartmouth a Plymouth. 12 marca w odległości 20 Mm na południowy zachód od Portland UC-68 storpedował bez ostrzeżenia zbudowany w 1900 roku brytyjski parowiec „Tandil” o pojemności 2897 BRT, płynący z ładunkiem węgla z Barry do Portland. Statek zatonął na pozycji 49°36′N 2°57′W/49,600000 -2,950000 ze stratą czterech członków załogi  . Tego dnia w kanale La Manche okręt stoczył pojedynek artyleryjski ze zbudowanym w 1916 roku brytyjskim statkiem-pułapką HMS „Privet” (803 BRT), uszkadzając przeciwnika i zabijając dwóch członków załogi (na pozycji 49°52′N 3°10′W/49,866667 -3,166667) .
13 marca zanotowano ostatni kontakt z UC-68, który zaginął w kanale La Manche wraz z całą, liczącą 27 osób załogą . Podawane są hipotezy, że zatonął tego dnia w wyniku eksplozji własnej miny lub został zatopiony przez brytyjski okręt podwodny HMS C7 5 kwietnia.
14 marca na postawioną przez U-Boota nieopodal Eddystone minę wszedł zbudowany w 1909 roku brytyjski parowiec pasażerski „Orsova” o pojemności 12 839 BRT, przewożący towary rządowe z Londynu do Devonport. Uszkodzony statek wyrzucono na brzeg, a na jego pokładzie zginęło osiem osób (w późniejszym czasie został podniesiony i naprawiony) . Nazajutrz nieopodal Plymouth na pozycji 50°11′N 3°58′W/50,183333 -3,966667 na minę wszedł także brytyjski niszczyciel HMS „Foyle”. W wyniku eksplozji zginęło 28 członków załogi okrętu, który mimo wzięcia na hol zatonął na pozycji 50°16′N 4°10′W/50,266667 -4,166667 .

### Podsumowanie działalności bojowej
SM UC-68 odbył dwa rejsy operacyjne, w wyniku których zatonął statek o pojemności 2897 BRT i niszczyciel o wyporności 550 ton, a dwie jednostki o łącznej pojemności 12 839 BRT zostały uszkodzone . Na pokładach zatopionych i uszkodzonych jednostek zginęły co najmniej 42 osoby, w tym 28 na HMS „Foyle”  . Pełne zestawienie zadanych przez niego strat przedstawia poniższa tabela :
| Data          | Nazwa        | Państwo         | Tonaż       | Los jednostki |
| ------------- | ------------ | --------------- | ----------- | ------------- |
| 12 marca 1917 | „Tandil”     | Wielka Brytania | 2897        | zatopiony     |
| 12 marca 1917 | HMS „Privet” | Royal Navy      | 803         | uszkodzony    |
| 14 marca 1917 | „Orsova”     | Wielka Brytania | 12 036      | uszkodzony    |
| 15 marca 1917 | HMS „Foyle”  | Royal Navy      | 550         | zatopiony     |
| RAZEM         | RAZEM        | zatopione:      | zatopione:  | 2             |
| RAZEM         | RAZEM        | uszkodzone:     | uszkodzone: | 2             |